# Асланова, Маргарита Семёновна
Маргарита Семёновна Асла́нова (23 июня 1910, Москва — 1984, Москва) — советский учёный в области силикатных производств. Герой Социалистического Труда. Лауреат Сталинской премии.

## Биография
Родилась 10 (23 июня) 1910 года в Москве.
В 1932 году окончила силикатный факультет Московского химико-технологического института им. Д. И. Менделеева в составе института силикатов. Ученица И. И. Китайгородского.
С 1934 года работала в Государственном экспериментальном институте стекла вначале в отделе специальных технических стекол, затем в группе синтеза стекол для выработки стеклянных волокон.
В 1941 году защитила кандидатскую диссертацию «Исследование основных физико-технических свойств волокна, нитей и тканей из стекла».
С октября 1943 года руководитель физико-химической лаборатории Центральной научно-исследовательской лаборатории (ЦНИЛ) стекловолокна, с 1946 года — ВНИИ стекловолокна.
В 1955 году защитила докторскую диссертацию «Физико-химические свойства механических, электрических и адгезионных свойств стеклянных волокон». Профессор (1960).
С 1956 года — заведующая отделом, с 1974 года — главный химик и заместитель директора по научной части Всесоюзного научно-исследовательского института стеклопластика и стекловолокна (ВНИИСПСВ).
Умерла в 1984 году. Похоронена в Москвена Кунцевском кладбище.

## Награды и премии
- Герой Социалистического Труда (13 августа 1980) — за большие заслуги в развитии химической науки и многолетнюю научно-педагогическую деятельность
- Сталинская премия III степени (14 марта 1941) — за изобретение промышленного способа производства пряжи и ткани из непрерывного стеклянного волокна
- Государственная премия СССР
- заслуженный деятель науки и техники РСФСР
- Почётный химик СССР
- Орден Ленина (13 августа 1980) — за большие заслуги в развитии химической науки и многолетнюю научно-педагогическую деятельность
- Орден Ленина (17 июня 1961)
- орден Октябрьской Революции (12 августа 1976)
- два ордена Трудового Красного Знамени (28 мая 1965; 24 декабря 1970)
- орден «Знак Почёта» (23 июня 1951)
- медали